# Lidingöbroarna

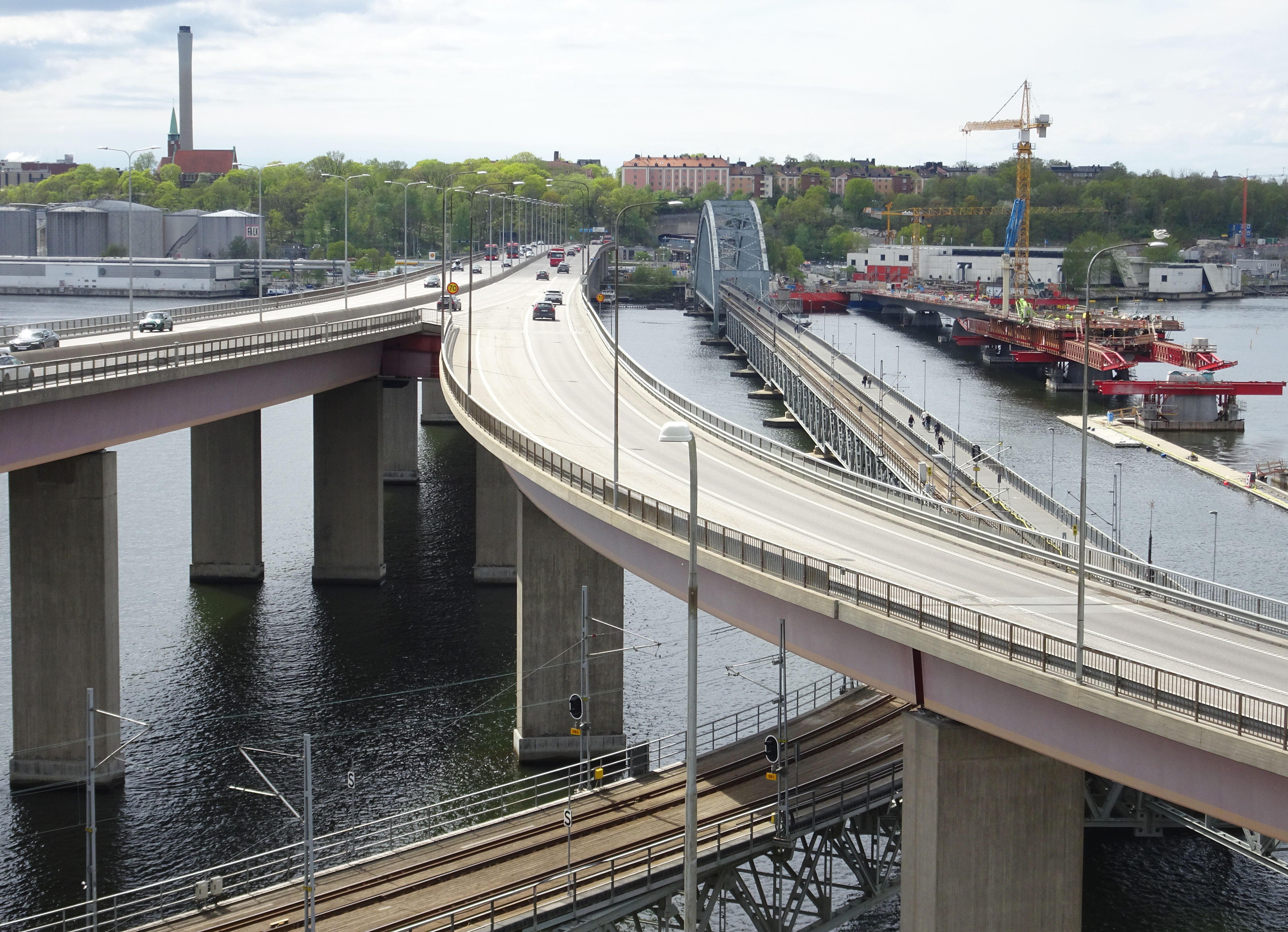
Tre Lidingöbroar: Nya Lidingöbron, Gamla Lidingöbron och Lilla Lidingöbron (under uppförande), vy mot Ropsten, maj 2021.

Med Lidingöbroarna avses två nuvarande och några tidigare broar mellan Lidingö och Stockholm över Lilla Värtan. För fordonstrafik finns sedan 1971 Lidingöbron. För gång- och cykeltrafik finns sedan 2022 Lilla Lidingöbron som även rymmer Lidingöbanan. Gamla Lidingöbron, som öppnades 1925, har nu rivits.
På Stockholmssidan utgår bron från Ropsten. En tidigare bro låg längre söderut, och platsen för brofästet till den bron heter fortfarande Lidingöbro, vilket inte skall förväxlas med nuvarande bro.

## Tidigare broar
Totalt har det byggts fem broar mellan Lidingö och fastlandet under åren 1803–1971 varav de fyra senaste mellan Torsvik och Ropsten. De tre första broarna var flytande broar, som ersatte varandra i tur och ordning och slutligen av dagens Gamla Lidingöbron.

### Den första Lidingöbron

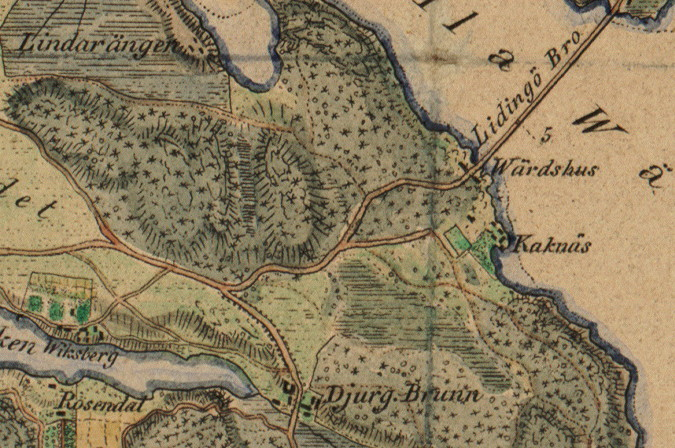
Första flottbron och värdshuset 1817.

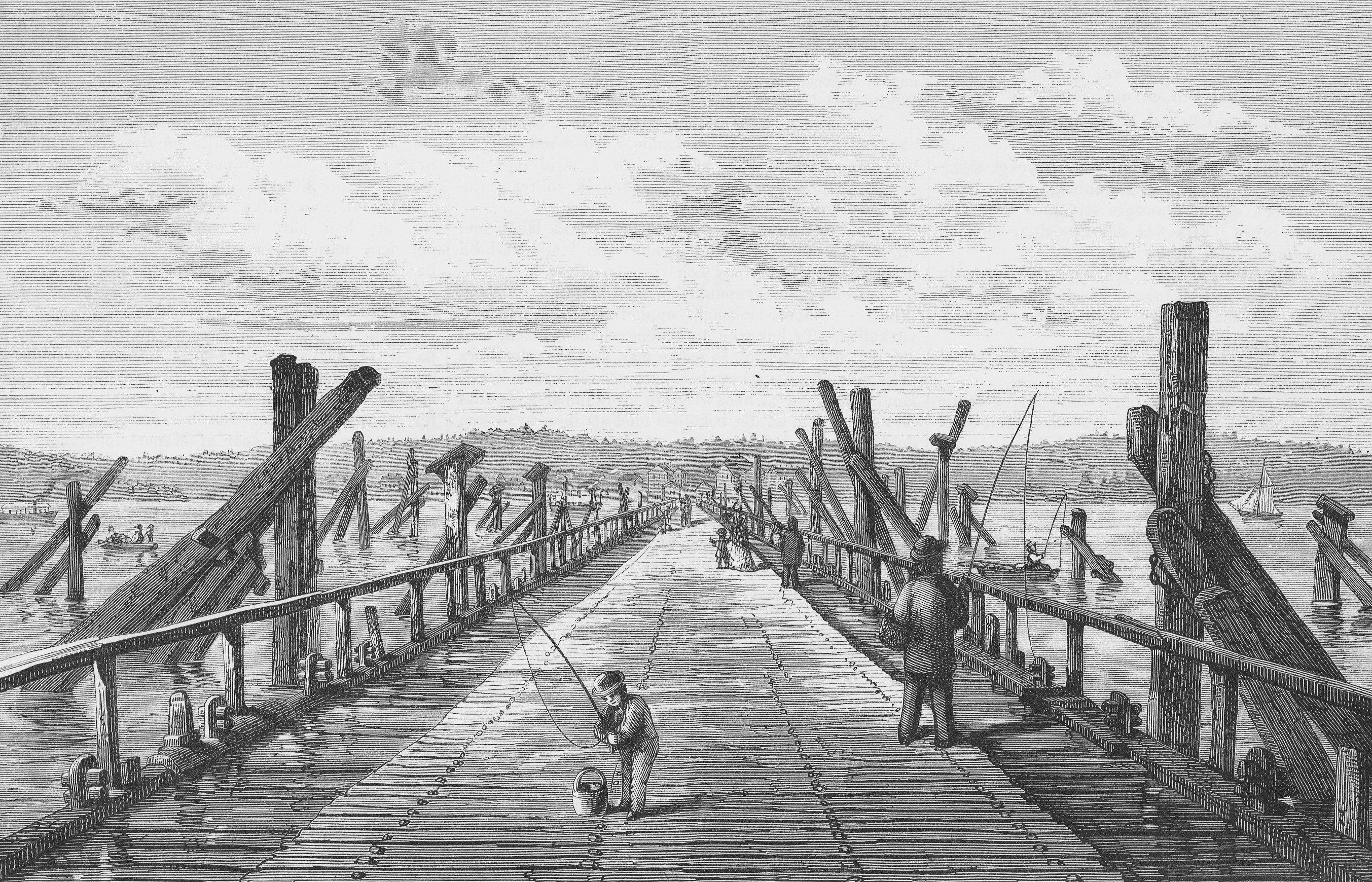
Första Lidingöbron 1871, vy från brofästet vid Larsberg mot Norra Djurgården.

Den första Lidingöbron kallades Lidingö bro och anlades mellan Lidingön och Norra Djurgården. Det var en flottbro som byggdes 1802–1803 över Lilla Värtan mellan Larsberg vid Larsbergs brostuga på Lidingölandet och Kaknäsområdet på Stockholmssidan. Initiativtagare till bron var Lars Fresk (1758–1830) som drev en textilindustri vid Elfviks gård. Platsen för bron valdes främst med hänsyn till att vattendjupet är lägre än vid Torsvik-Ropsten, och man fick också en avsevärt kortare transportväg för jordbruksprodukter in till Stockholm än tidigare för de stora gårdarna på södra Lidingö, däribland Skärsätra gård, Gångsätra gård och Bodals gård. 
Bron, som var nästan 800 meter lång och 7 meter bred, var vid den tiden en av de längsta flottbroarna i Europa. Segelfartyg kunde passera vid en broklaff på Djurgårdssidan. Under ett oväder i november 1811 skadades bron allvarligt närmast Djurgårdssidan. På sockenstämman i februari 1812 föreslogs att man skulle återuppta färjetrafiken vid Torsvik och riva bron, som ansågs ligga på en plats som var alltför utsatt vid hårt väder. Bron reparerades dock, och kunde åter tas i drift efter något år. 
Vid en annan storm i samband med islossningen annandag påsk den 5 april 1858 förstördes tre fjärdedelar av bron. Den stora förödelsen förevigades genom en tuschteckning av reportern Marcus Larson. Teckningen infördes i Illustrerad Tidning den 17 april åtföljd av texten; Den nära 60-åriga kommunikationen emellan Djurgårdslandet och Lidingön är således störd, till stor olägenhet icke mindre för våra hederlige lidingöboer än för Stockholm som från öns stora och ypperliga ladugårdar hämtar större delen av sitt mjölkförråd, varpå kan såsom bevis anföras att i nästan samma ögonblick bron förstördes steg i huvudstaden priset på mjölk till nära dubbelt. Bron reparerades och togs i drift samma år i slutet av oktober. När Värtahamnen byggdes låg flottbron i vägen för de större fartygen. Stockholms stad löste in bron 1883, rev den våren 1884, och påbörjade samtidigt en ny flottbro som fick samma sträckning som nuvarande Lidingöbron, mellan Ropsten och Torsvik. Namnet Lidingöbro avser fortfarande den gamla broplatsen och lever idag vidare i Lidingöbro värdshus.

### Den andra bron

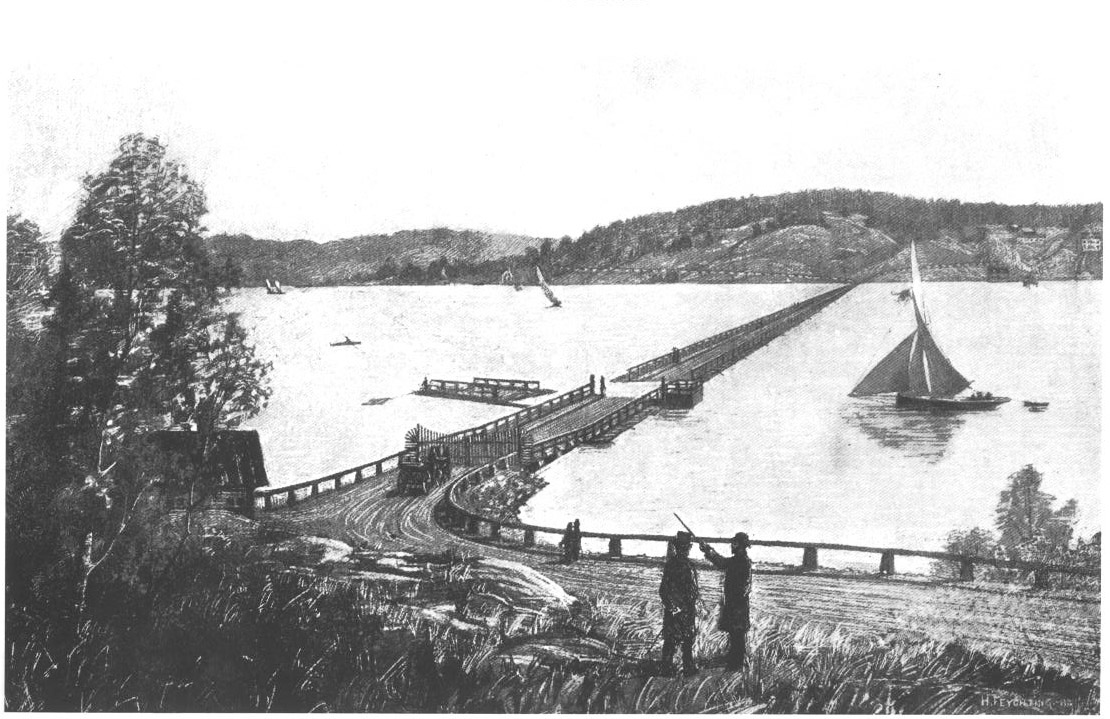
Den andra Lidingöbron.

Den nya flottbron, som öppnades för trafik 1884, hade en längd av 750 meter med en bredd på cirka nio meter. Handdrivna öppningsbara klaffar vid respektive broände tillät mindre fartyg att passera. Den nya flottbron var betydligt kraftigare än sin föregångare och var byggd på två lager rundtimmerstockar överbyggda med kraftiga bräder. Stora stenkistor var 24:e meter svarade för förankringen på havsbotten som tillät en viss rörlighet i både höjd och sidled. Vid hårt väder såg bron ut som en slingrande orm, men den klarade sin uppgift även om det var ett äventyr att ta sig över bron när det blåste hårt. Bron var egentligen inte byggd för mer belastning än motsvarande häst och vagn, varför de automobiler och lastbilar som började bli allt vanligare runt sekelskiftet 1900 belastade bron till gränsen av sin förmåga. Maxhastigheten för personbilar var satt till 10 km/h, för lastbilar till 8 km/h. Broavgifter togs ut med olika belopp för täckt vagn, fotgängare, cyklister och boskap.
Virkesåtgången för 1884 års flottbro:

- Rundtimmer, gran 9” (tum) i topp ca 67 000 löpmeter
- Bjälkar och sparrar, furu från 9” x 11” till 3” x 4” ca 6 000 kubikfot
- Plank 3” x 9”, ca 7 000 st ca 21 000 kubikfot

### Den tredje bron
Träbron blev allvarligt skadad av islossning och stormar vid flera tillfällen, och en kraftigare bro blev nödvändig för att säkerställa förbindelsen med Stockholm. Redan 1906 sökte Lidingö Trafik AB koncession hos Kungl Maj:t för en ny bro som kunde klara spårbunden trafik. Denna ansökan kom aldrig att realiseras genom att Stockholms stad, som ägde träbron, bytte ut den mot en ny nio meter bred pontonbro år 1913, som bättre klarade den tunga trafiken. Man började dock samtidigt fundera på en ny modern bro för att klara den allt intensivare fordonstrafiken, som vid den här tiden kunde uppgå till mer än 1000 fordon per dag.
Innan stålbron, det vill säga nuvarande Gamla Lidingöbron, byggdes gick vissa spårvagnsturer från Norra Lidingöbanan på färja mellan Ropsten och ett färjeläge vid Islinge på Lidingö.

## Gamla Lidingöbron

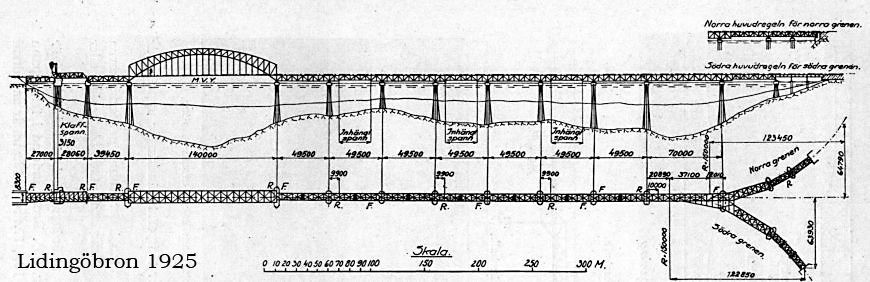
Konstruktionsritning från 1925.

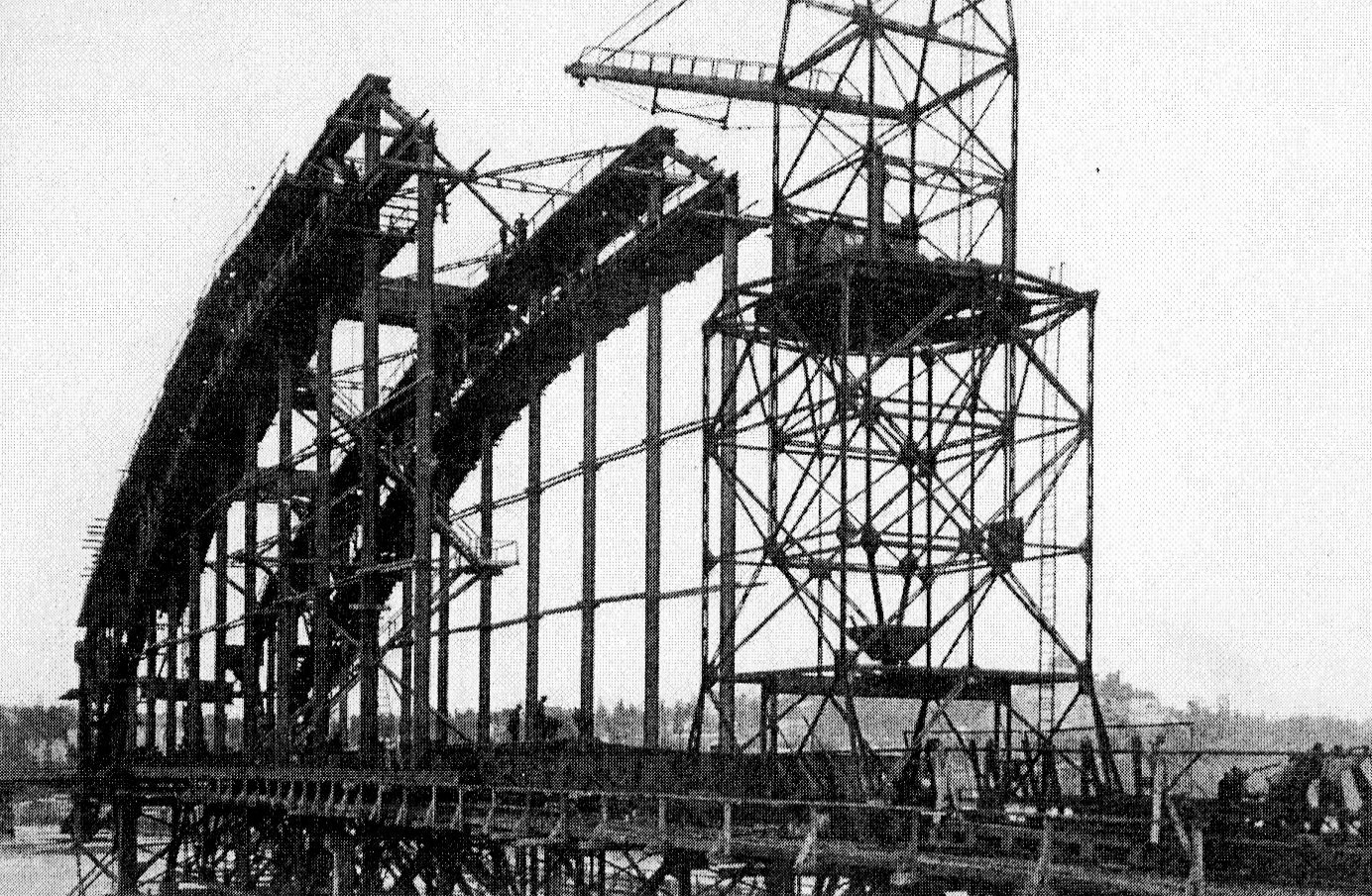
Montage av stora brobågen.

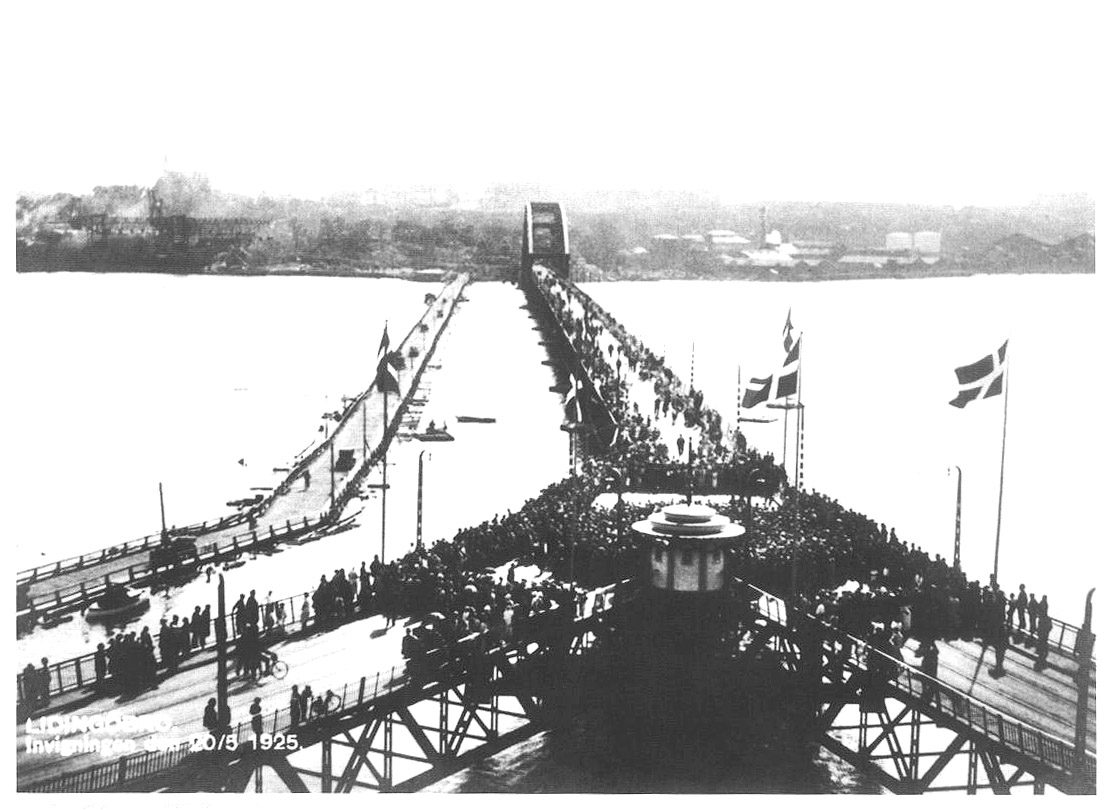
Invigningen på "Brogrenen", 1925.

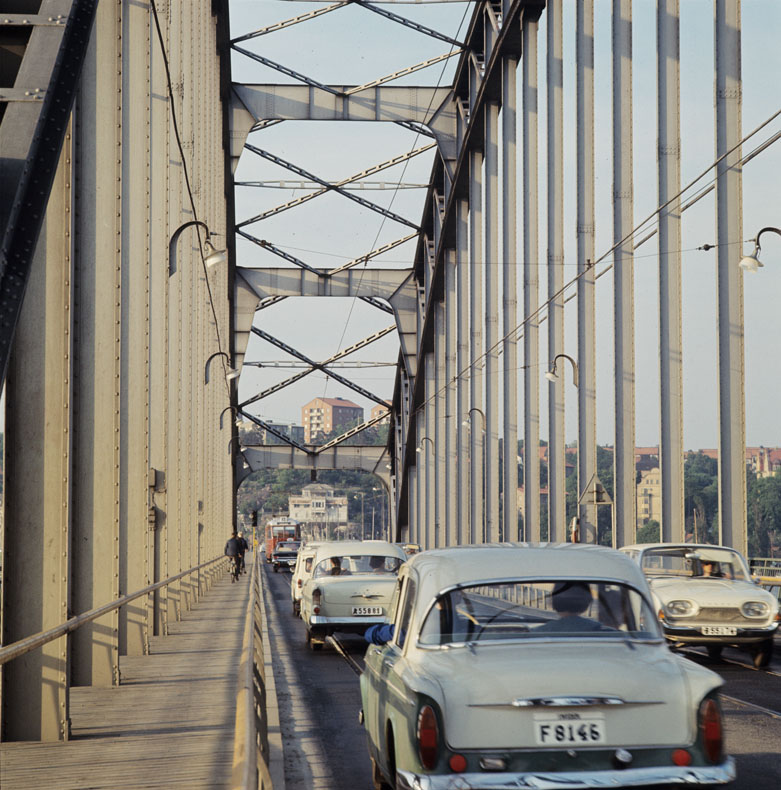
Biltrafik på Gamla bron, 1960-talets slut.

Man insåg snart att en ny mer modern stål- eller betongbro på fundament ner till berggrunden på havsbotten var helt nödvändig för att klara den allt intensivare trafiken. Det framfördes också önskemål om att kunna köra spårbunden godstrafik över till Stockholm från industrier på Lidingö och spårvagnstrafik för personbefordran. 
Omkring 1913 inleddes förarbetet med en ny modern bro som kom att bli en mycket segsliten diskussion mellan olika aktörer med olika viljor vilket gjorde att projektet drog ut på tiden. Bland annat var det livliga diskussioner om ägarförhållandet vid en ny bro och vilken typ av bro man skulle satsa på. De tre mer framträdande aktörerna var Lidingö Trafik AB, som hade speciella intressen i spårbunden trafik och som redan 1906 hade inlämnat en koncessionsansökan till Kungl Maj:t, Lidingö stad (dåvarande köping) och den tredje aktören, Stockholms stad som på var sitt håll också hade ansökt till Kungl. Maj:t för att få bygga bron. Diskussionerna tycktes aldrig få en ände och 1914 avslog Kungl. Maj:t helt sonika alla inkomna koncessionsansökningar och erbjöd sig att utse en oberoende projektledare för att försöka ena de olika parterna till en gemensam aktionsplan.
År 1917 valdes Vilhelm Hansen, vid den tiden chef för det statliga elkraftbolaget Vattenfall, som ordförande i den nybildade Lidingöbrostyrelsen som till slut gav uppdraget till Lidingö köping och Stockholms stad att gemensamt svara för anbudsintagningen och dela på kostnaden för den nya bron. Anbud togs in men endast två av anbuden uppfyllde de uppställda kraven. Det ena från ett konsortium bestående av tre olika företag, däribland Skånska Cementgjuteriet och det andra från byggbolaget Kreuger & Toll Byggnads AB. 
Henrik Kreüger som arbetade som konsult för Kreuger & Toll från 1908 (efter ombildningen 1917 Kreuger & Toll Byggnads AB), var ledamot av styrelsen för Lidingöbron 1916. Han var även ledamot av brorådet vid byggandet av järnvägsbron över Årsta holmar 1923. Konsortiet med Skånska Cementgjuteriet hade lagt det lägsta anbudet och fick uppdraget. Man påbörjade bygget 1917 men 1921 avvecklade Lidingöbrostyrelsen kontraktet på grund av tekniska och organisatoriska problem som uppstått. Under ett helt år låg arbetet också nere på grund av en strejk. Det fortsatta arbetet överläts till det nybildade Svenska Brobyggnadsaktiebolaget som slutförde arbetet. Byggtiden kom att uppgå till totalt 7½ år.

### Invigning och ökad trafik

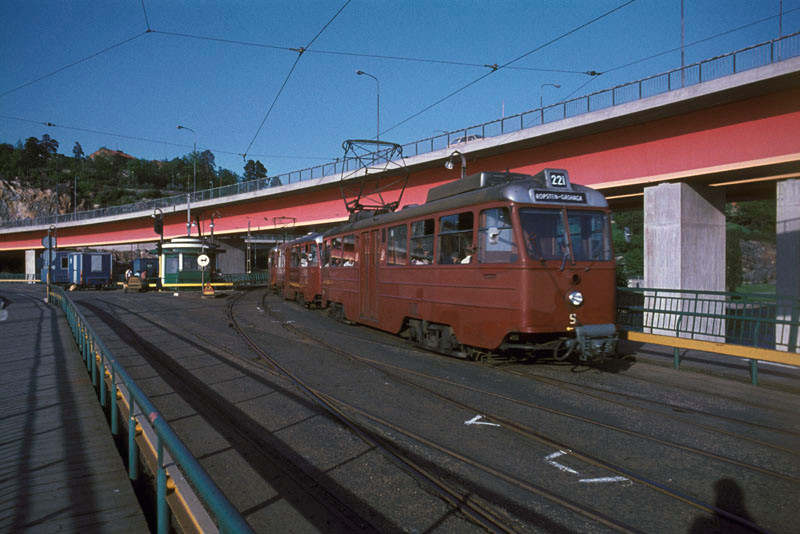
Lidingöbanan på bron, 1970-tal.

Den 20 maj 1925 invigdes stålbron under högtidliga former av kronprins Gustaf (VI) Adolf, prinsessan Ingeborg och chefen för Vattenfall, Vilhelm Hansen. Författaren Ivar Lo-Johansson, som i sin ungdom arbetade på Lidingö Tidning, skrev en högstämd dikt till brons ära, publicerad den 6 juni 1925, som inleds med raderna; "I ingenjörens tankar du låg som en dröm, först en mulen grå, så blev du en dagdröm i ritstiftets spår när i tuschstreck vi sågo dig stå". Stålbron fick namnet "Gamla Lidingöbron" 1964 när den nya Lidingöbron började projekteras.
Gamla Lidingöbron är en fackverkskonstruktion av hopnitade stålplåtar med en längd av 750 meter och bredd på drygt nio meter. Bron har ett brospann vid Ropstenssidan på 140 meter med 5,3 meter fri segelhöjd. En öppningsbar 20 meter lång sektion av bron, en så kallad broklaff, medgav passage för både bogserbåtar och mindre mastade fartyg. Klaffen fick samma typ av mekanik som Danviksbron som stod färdig 1922 och är ett bra exempel på avancerad ingenjörskonst med mekanik och växlar på tidigt 1900-tal innan hydrauliken på allvar gjorde sitt intåg även för större arbetsuppgifter. Bron hade ett körfält för person- och lastbilar i vardera riktningen, kombinerat med dubbla järnvägsspår i körbanorna för spårvagnslinje 21 till södra Lidingö och spårvagnslinje 20 till norra Lidingö, och godståg till södra Lidingö. 
En broavgift utgick fram till 1946 med olika belopp för bilar, gående, cyklister, boskap och grisar. Även tågresenärerna fick betala broavgift. Den 1 januari 1947 togs broavgifterna bort. De båda spårvagnslinjerna 20 och 21 fortsatte på Stockholmssidan ner via Sturegatan till Humlegårdsgatan nära Stureplan. 1967 när tunnelbanan drogs fram till Ropsten fick linje 20 och 21 Ropsten som slutstation. 1971 när nya Lidingöbron var klar revs den norra Lidingöbanan och ersattes med bussar. Den södra banan som hade ett betydligt större antal resenärer behölls.
När Lidingö stad efter tio år, 1935, gjorde en sammanställning av trafiken över bron fann man att följande mängd hade passerat: 11 miljoner gångtrafikanter, 17,4 miljoner spårvägstrafikanter, 1,6 miljoner omnibusstrafikanter, 400 000 motorcyklar och lättare bilar, 900 000 personbilar, 3,7 miljoner tyngre bilar och 5 600 godsvagnar.
Omkring 1950 hade trafiken ökat så mycket att Gamla Lidingöbron blev en rejäl flaskhals där både spårvagnstrafik, lastbilar och personbilar skulle samsas på två körbanor. Man började därför skissa på en ny bro, men det skulle dröja ända fram till 1963 innan man fattat ett beslut om att komplettera gamla bron med en ny bro avsedd enbart för person- och lastbilstrafik.

### Renovering 1983–1986
1983–1986 genomfördes ett större renoveringsarbete. De två separata gång- och cykelbanorna som byggdes på vid sidan av den ursprungliga brobredden, som tillkom 1952, inkluderades nu i den ordinarie brons bredd med en gemensam gång- och cykelbana för trafik i båda riktningar vilket blev möjligt genom att ett av järnvägsspåren togs bort. Vidare byttes hela överdelen på bron ut, det som kallas det sekundära bärverket, och försågs med nytt stål längs hela brolängden. I samband med ombyggnaden togs gamla vägkörbanan inklusive asfalten för fordonstrafiken bort. Även vissa delar av det primära bärverket byttes ut. Den tunga godstågstrafiken från margarinfabriken vid Gåshaga hade då avslutats. Alla dessa åtgärder sammantaget innebar en avsevärd minskning av brons egenvikt och genomsnittliga trafikbelastning, vilket reducerade risken för utmattningsbrott till i det närmaste obefintlig enligt de beräkningar man gjorde vid den tiden. Vidare sandblästrades hela bron, rostskyddades och målades om. Bropelarna, de så kallade mellanstöden, undersöktes och renoverades.

### Gamla Lidingöbron fram till rivningen
Efter 1973 var bron förbehållen fotgängare, cyklister och Lidingöbanan. Den öppningsbara klaffen på Ropstenssidan som på senare år endast utnyttjats för fritidssegelbåtar plomberades, då risk finns att den kan fastna i öppet läge. Brons armerade betongpålar var i tveksamt skick enligt tekniska kontoret på Lidingö kommun, och en helt ny bro började diskuteras. I oktober 2012 fattade kommunstyrelsen beslut att ersätta den nuvarande bron med en ny bro kallad Lilla Lidingöbron. Landstinget beslutade 2017 att medfinansiera den nya bron, trots att Lidingö stad ensam äger gamla bron enligt ett avtal från 1983 som gick ut 2016. Lilla Lidingöbron invigdes 2022, och Gamla Lidingöbron började rivas 2023.

### Bilder (Gamla Lidingöbron)

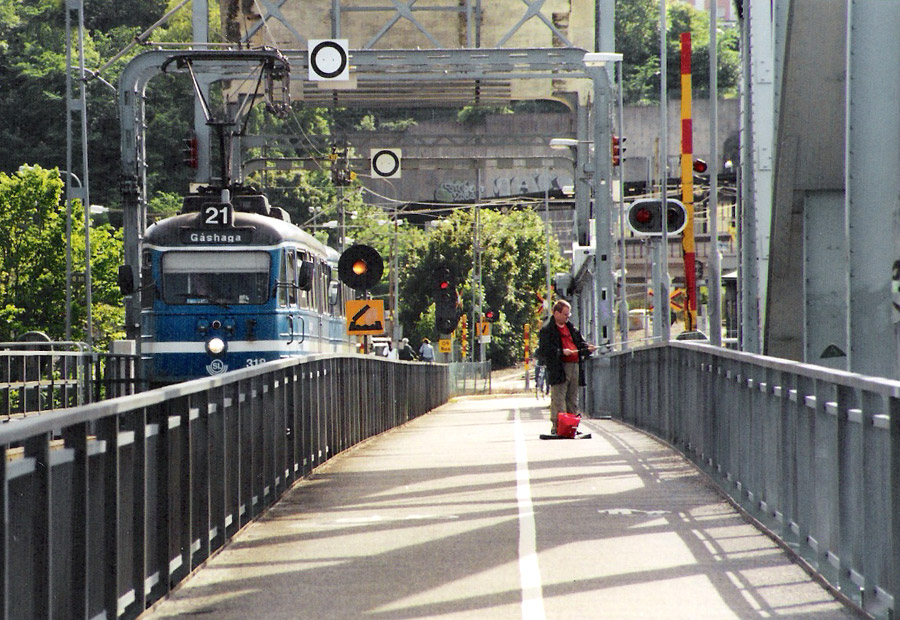
En äldre spårvagn av typen A30/B30 passerar brosignalen på Gamla Lidingöbron, 2005.
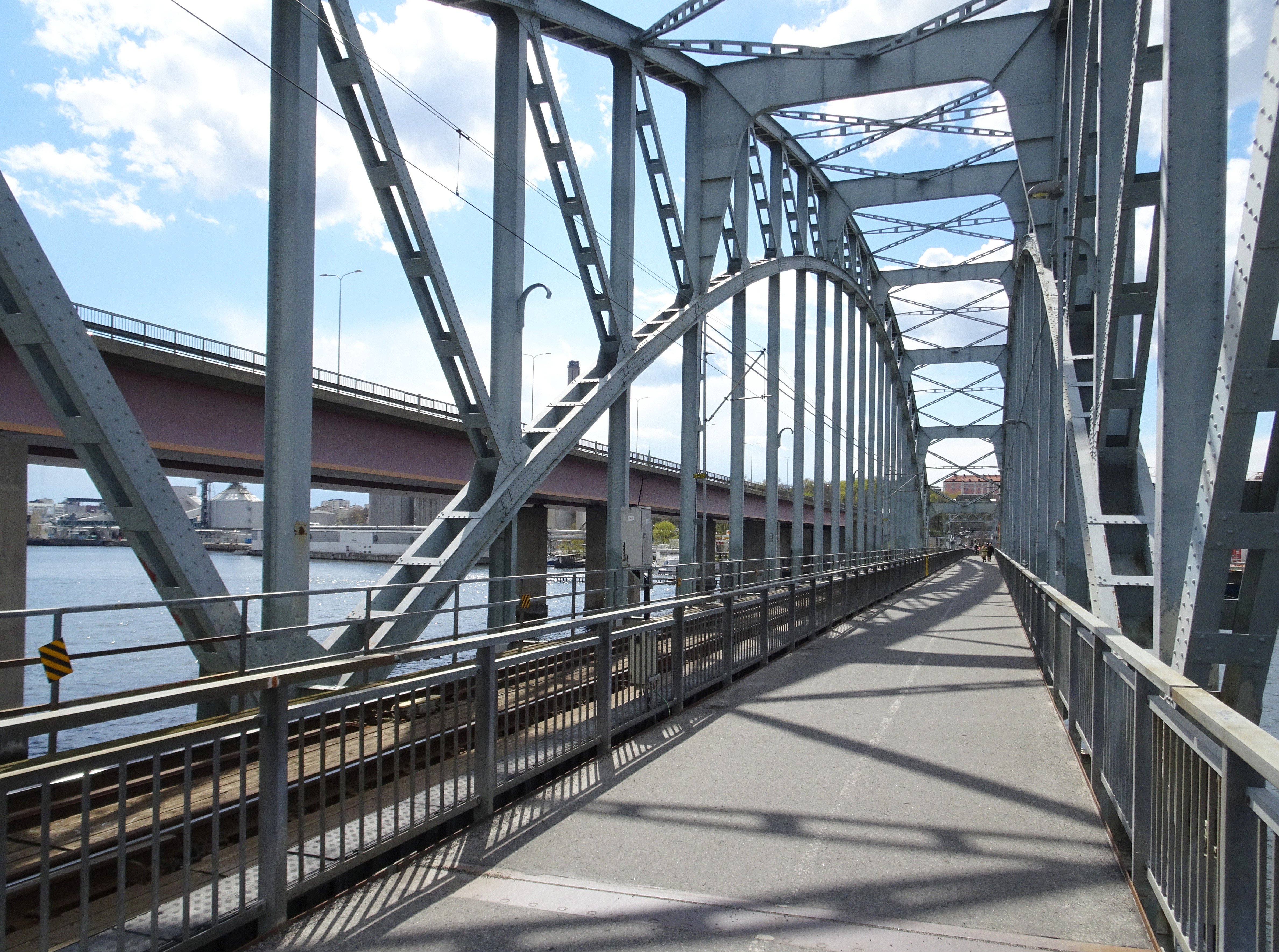
Gamla Lidingöbron, vy mot Stockholm, 2021
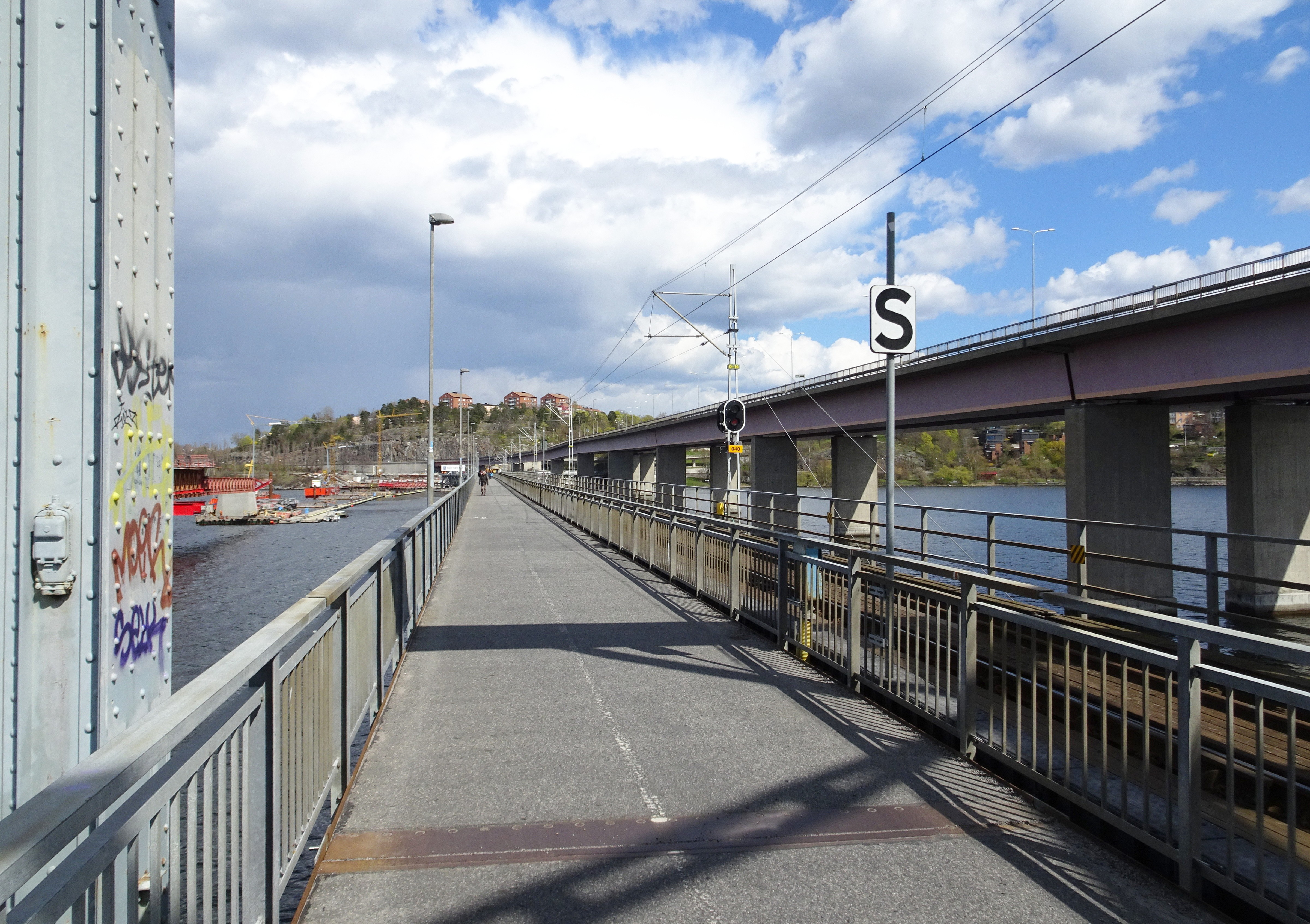
Gamla och nya bron, vy mot Lidingö, 2021.
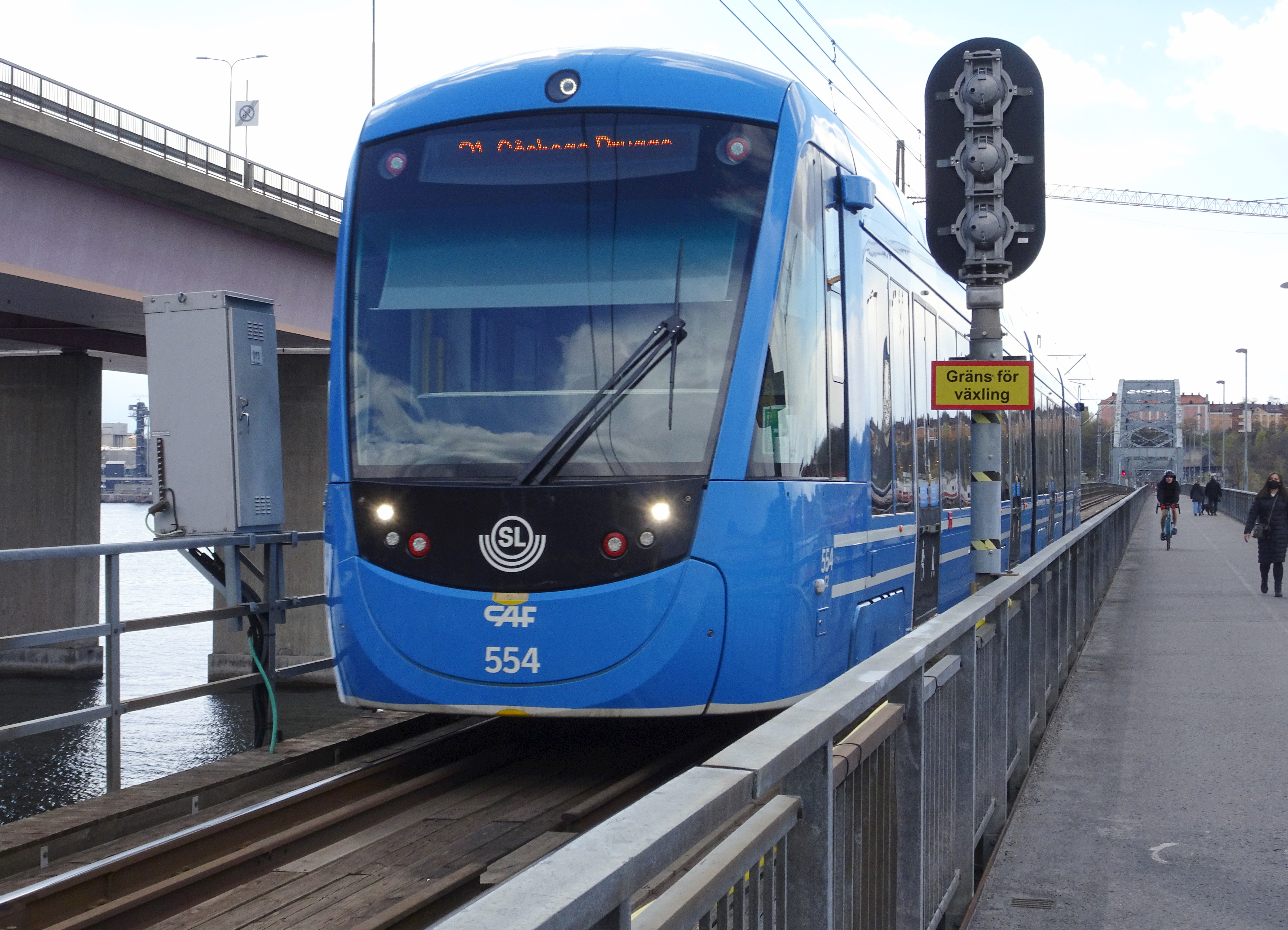
Lidingöbanan på bron, 2021.

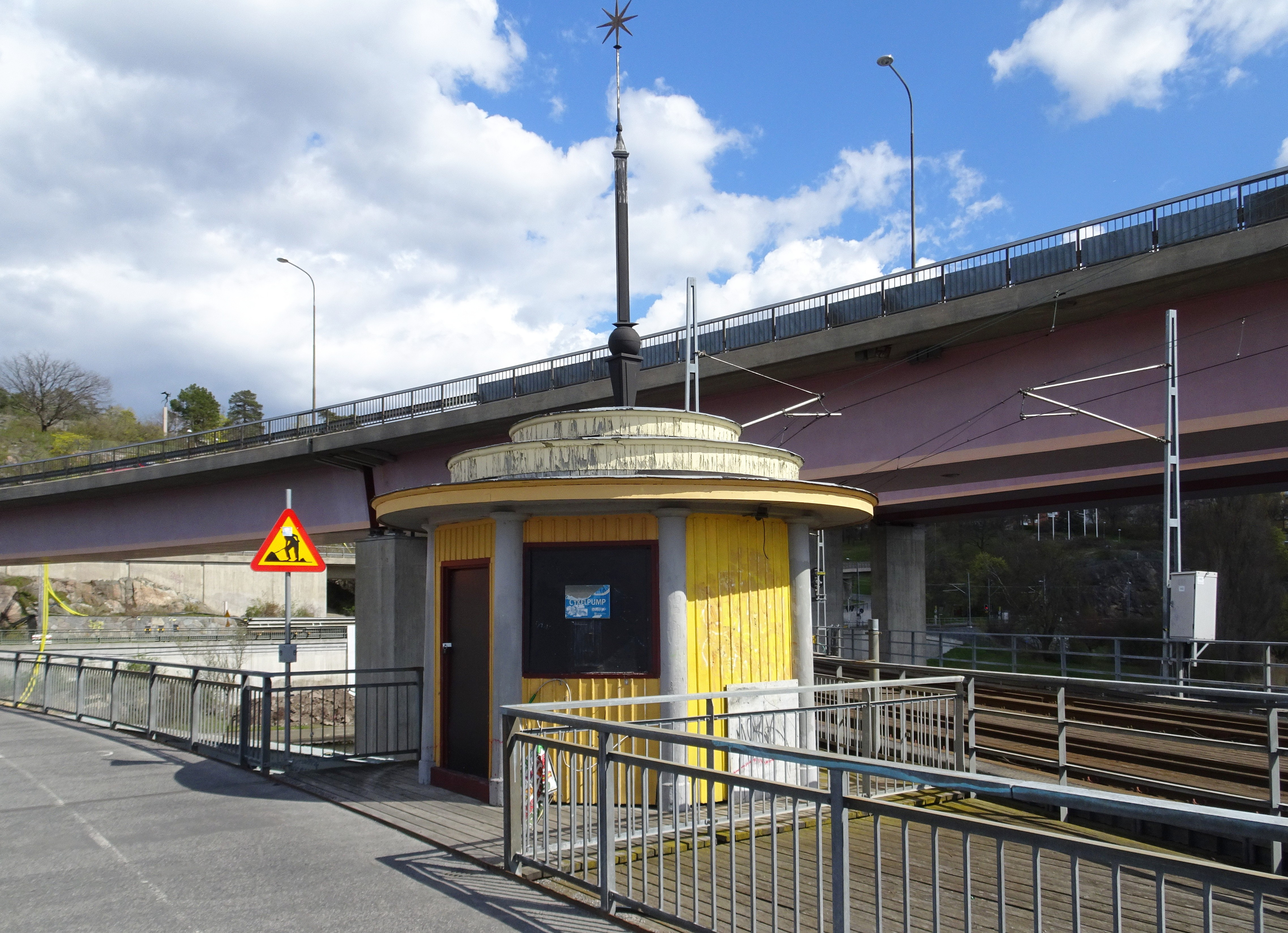
Ivar Tengboms gamla väntkur ”Vindarnas tempel”, 2021.
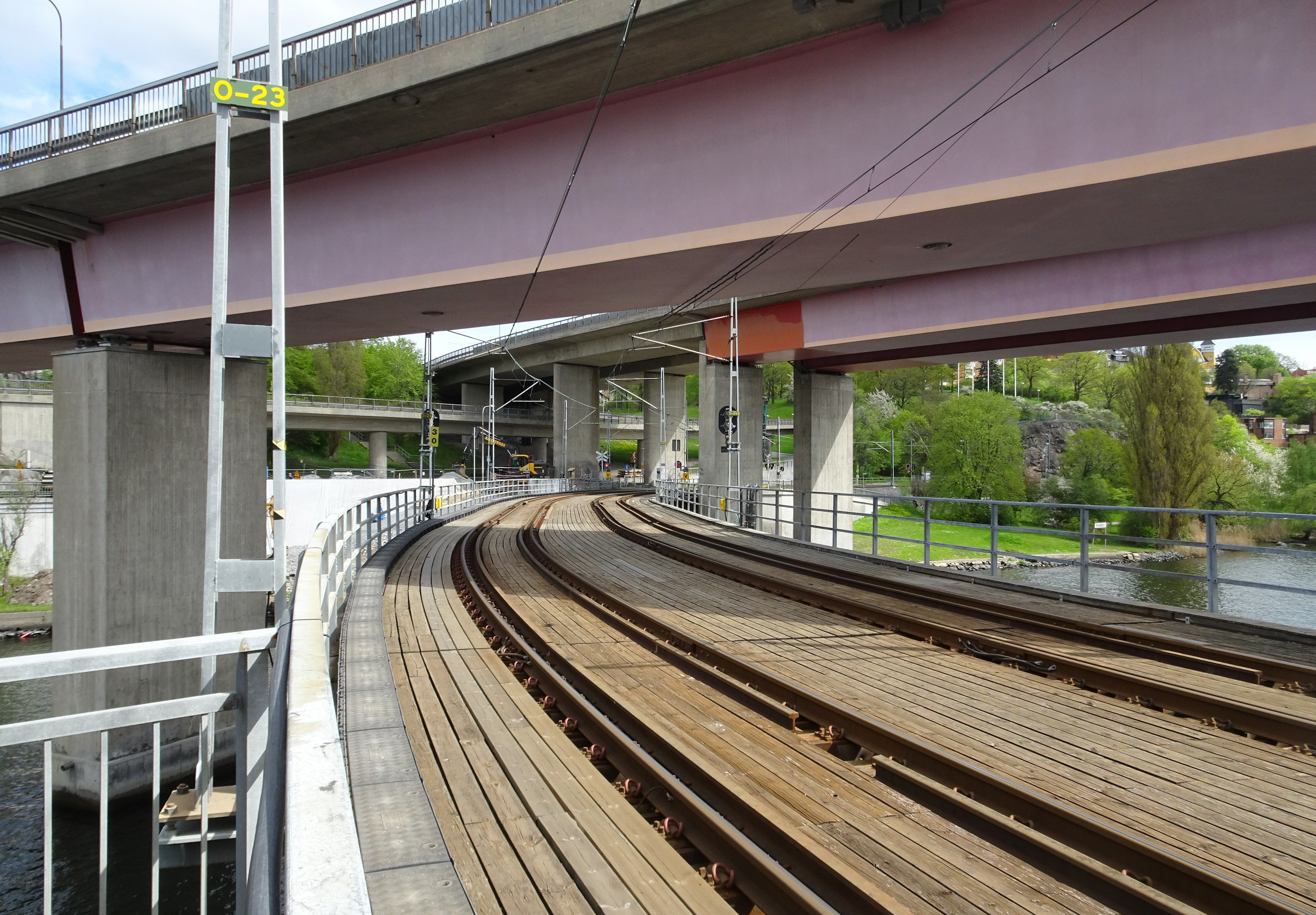
Gamla Lidingöbron svänger in under vägtrafikbron på Lidingösidan, 2021.
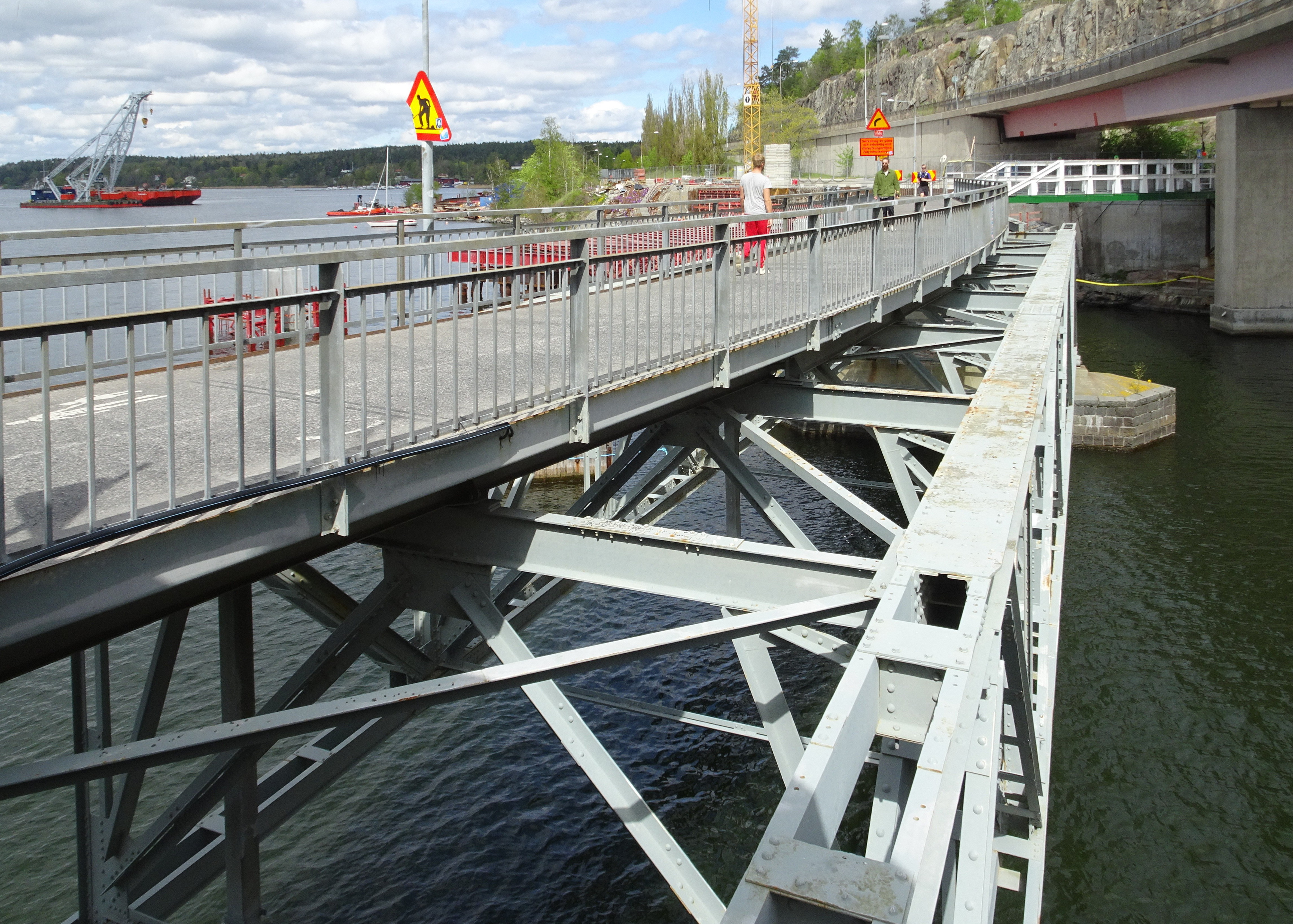
Brons fackverkskonstruktion vid gamla brogrenen, 2021.
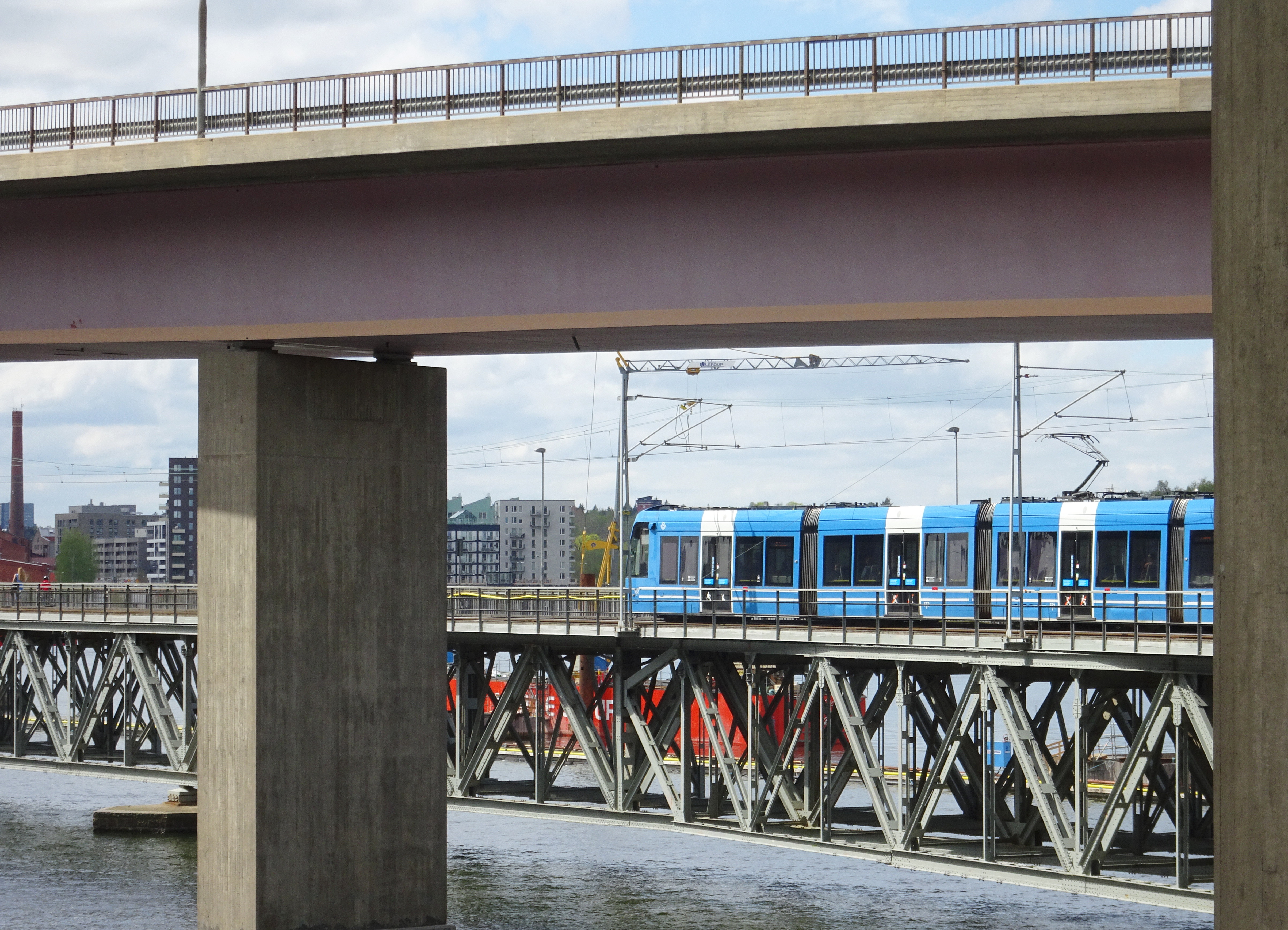
Nya Lidingöbron i förgrunden och Gamla bron med Lidingöbanan, 2021.

## Nya Lidingöbron (vägtrafikbron)

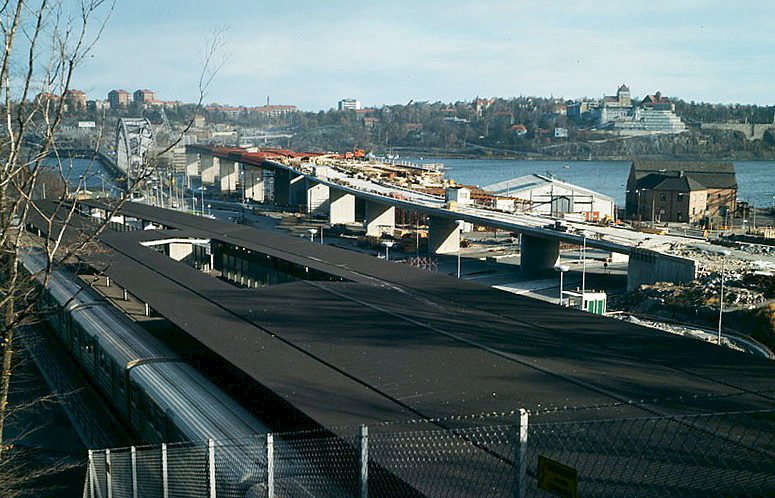
Nya Lidingöbron uppförs 1969.

På 1950-talet hade Gamla Lidingöbron blivit helt otillräcklig. Den brant växande folkmängden på Lidingö och därmed ökande trafikintensiteten krävde snabba åtgärder. Lidingö stadsfullmäktige beslöt den 28 november 1961 och Stockholms stadsfullmäktige den 22 januari 1962 att i princip uttala sig för byggandet av en ny Lidingöbro. Enligt de ursprungliga planerna från början av 1960-talet skulle den bestå av två motorvägsbroar och ersätta den äldre Gamla Lidingöbron från 1925. Av de båda motorvägsbroarna utfördes enbart den södra och Gamla Lidingöbron fick vara kvar.
Bron började byggas 1968 och invigdes den 24 oktober 1971 där Hjalmar Mehr höll invigningstalet. Bron är en balkbro som består av svetsade lådkonstruktioner i stål med ett lock av armerad betong som underlag för den asfalterade körbanan. Lådorna är upplagda på betongpelare vars fundament under vattenytan står på knippen av betongfyllda stålrörspålar som går ner till fast berg på havsbotten,  maximalt 58 meter. Totalt användes 450 pålar. 
Stållådorna bogserades flytande från Finnboda Varv, där de tillverkats och lyftes upp på bropelarna av pontonkran Lodbrok. Bron är totalt 997 meter lång (därav 724 meter över vatten) och 24 meter bred och har en segelfri höjd på 12,5 meter. Bron består av 10 spann med en största spännvidd på 73,5 meter. Bron fick tre filer i vardera riktning för fordonstrafik. Bron är spärrad för gående och cyklister, de hänvisades istället till Gamla Lidingöbron som samtidigt stängdes för fordonstrafik. Brons lådbalkar målades ursprungligen i klarröd kulör med en gul effektrand längs med nedre kanten. Färgen har bleknad med tiden.
Lidingöbron projekterades av kommunägda Gekonsult utifrån 1960 års trafikplan. Mot Stockholm skulle den dubbla motorvägsbron ansluta till den aldrig realiserade Rådmansleden. Mot nordost planerades Lidingbron för att ingå i en motortrafikled som skulle dras via Sticklinge och Trolldalen över Lidingön och sedan vidare norrut över Askrikefjärden via Storholmen till Bogesundslandet och Vaxholm. 

### Bilder (Nya Lidingöbron, vägtrafikbron)

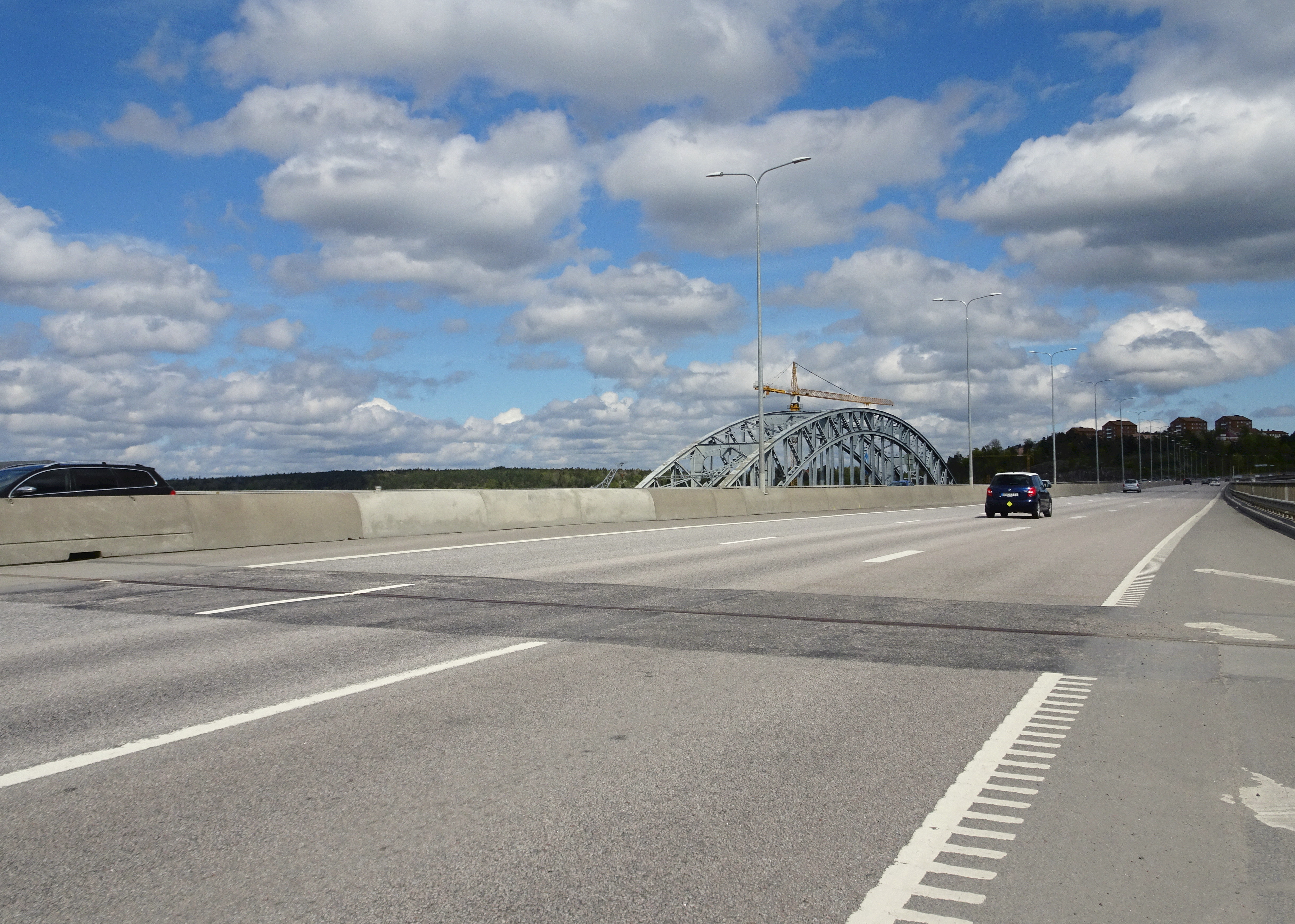
På bron mot Lidingö.
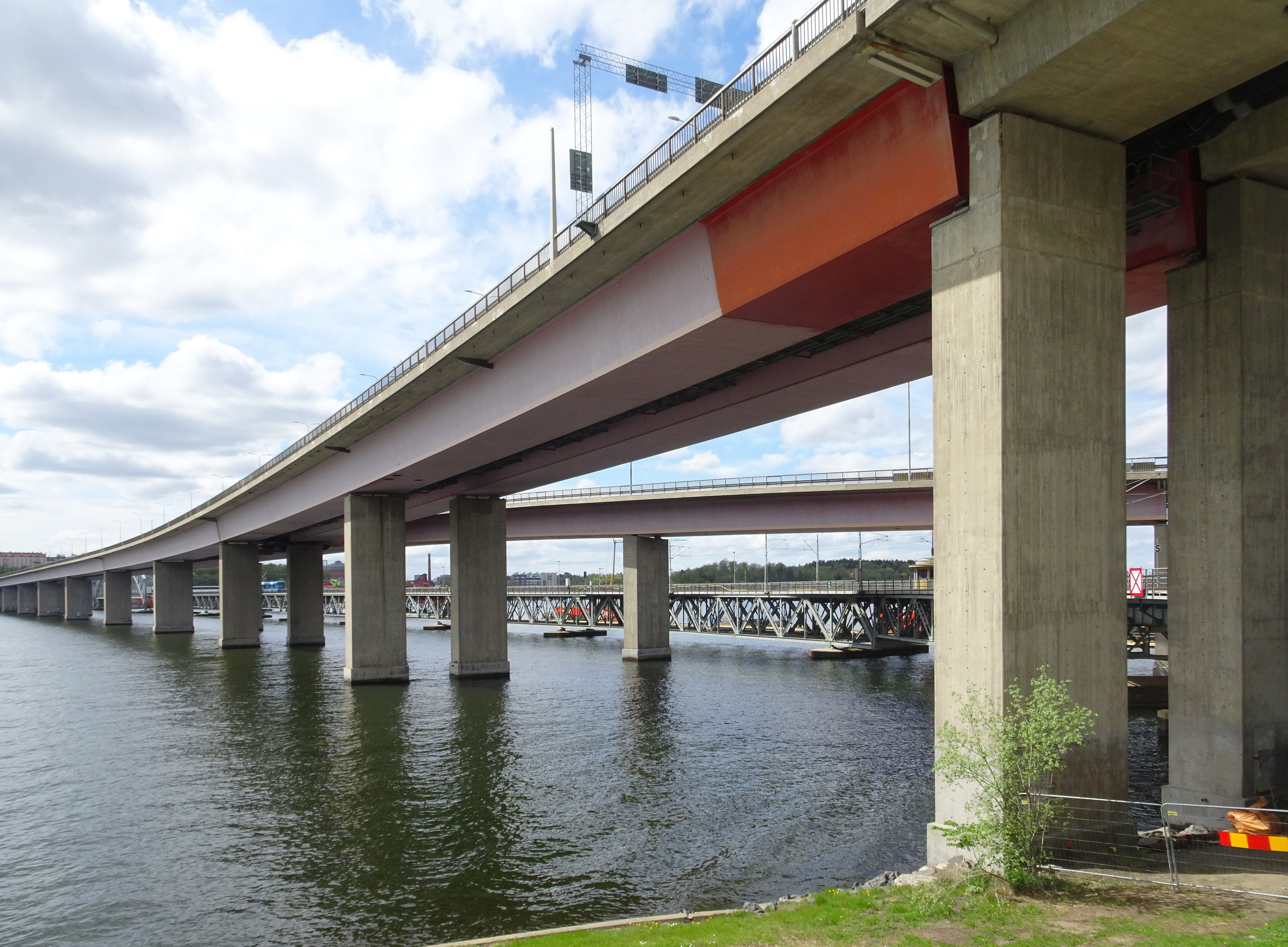
Brofästet på Lidingösidan.
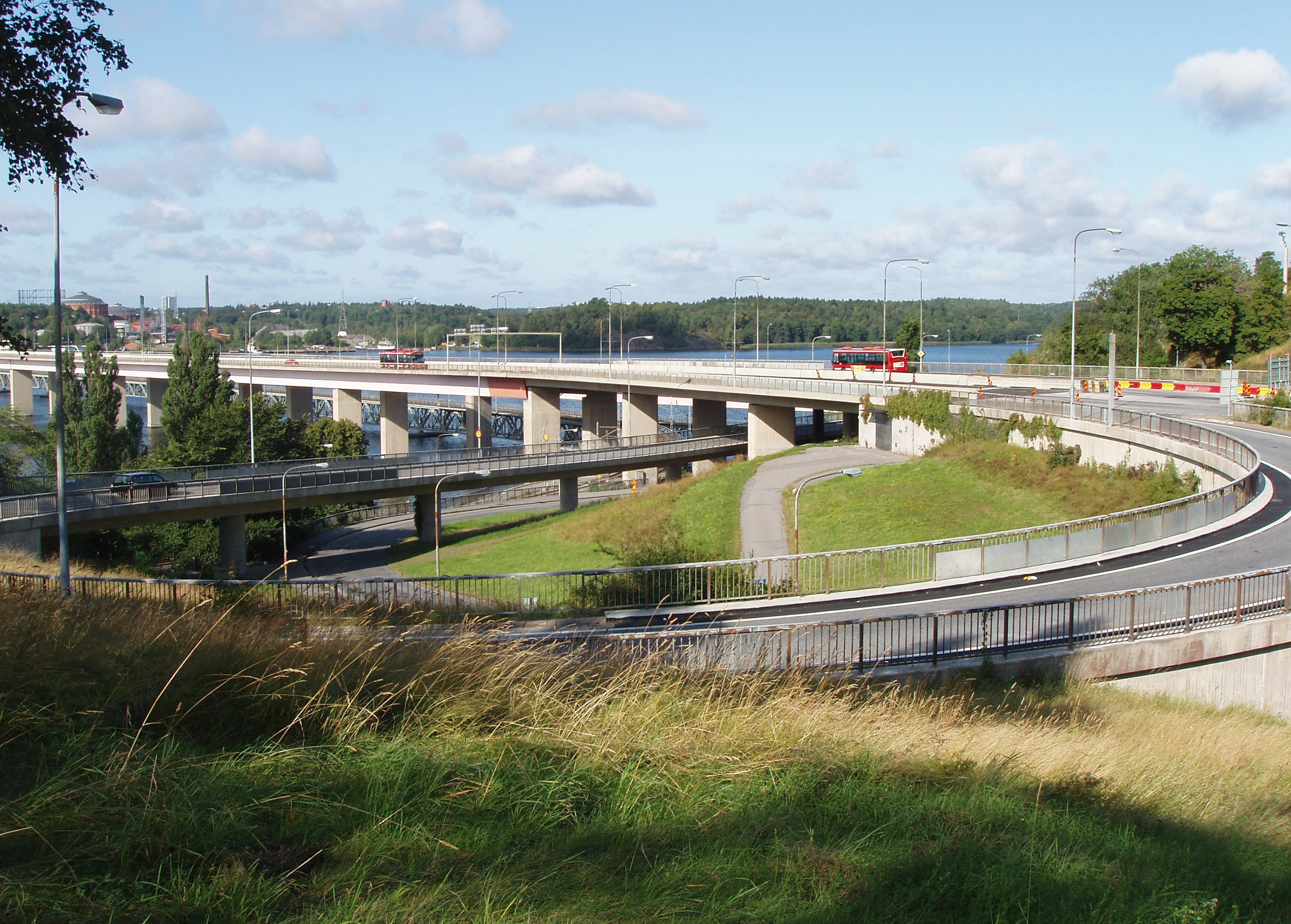
Avfartsramp för körriktning mot norra Lidingö.
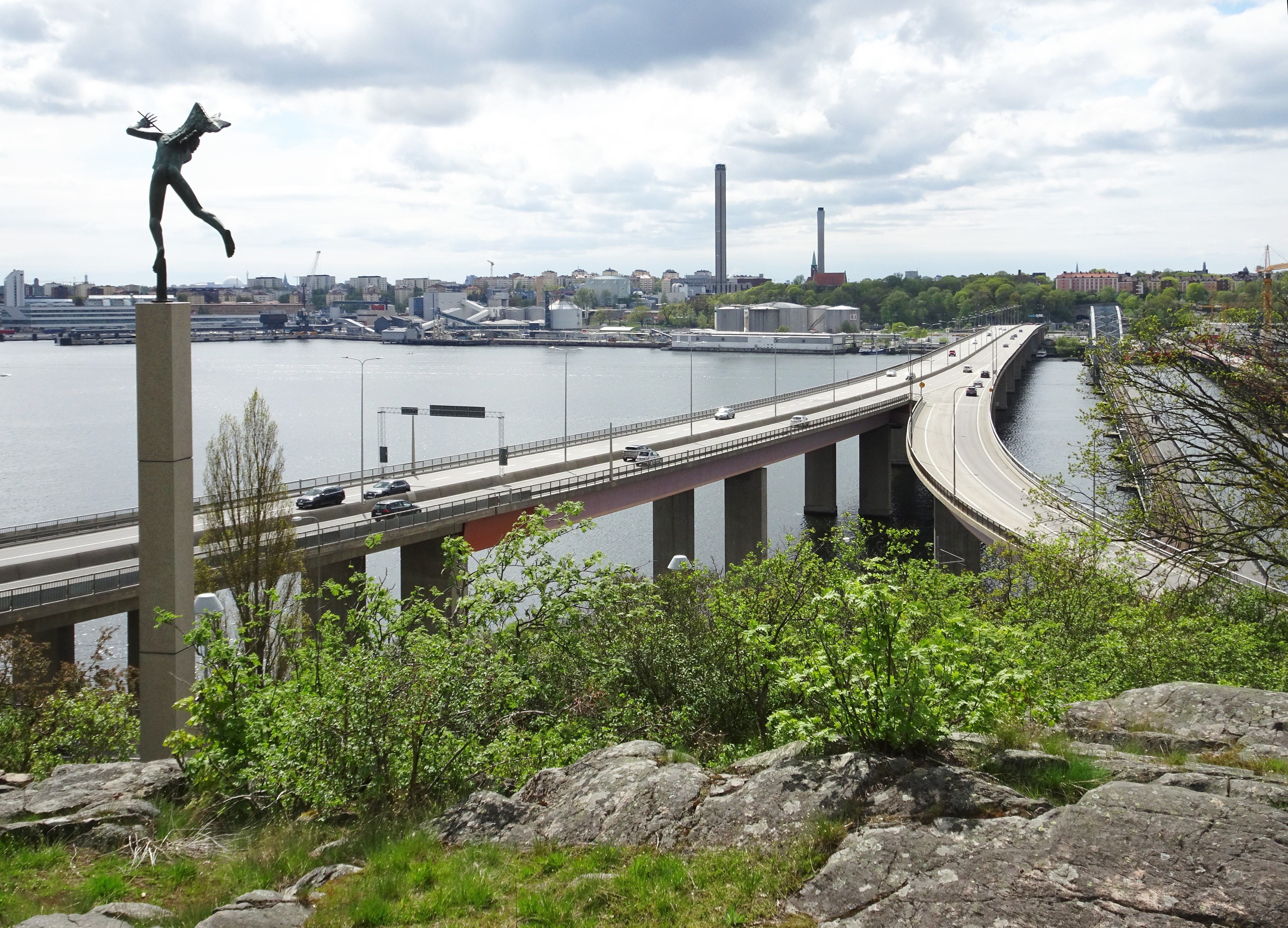
Vy över bron från Lidingösidan med Carl Milles "Musicerande ängel".

## Lilla Lidingöbron

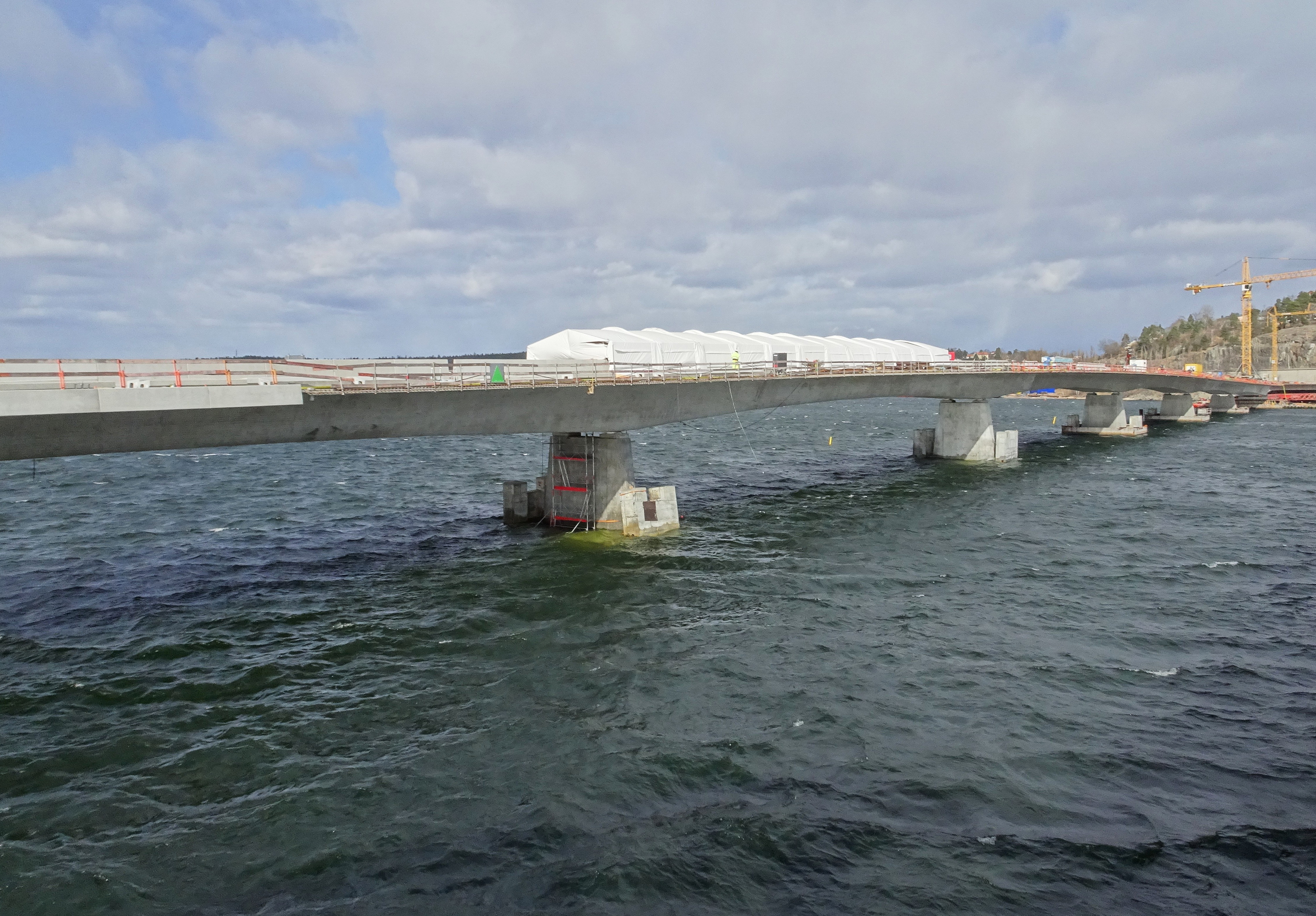
Lilla Lidingöbron, bygget i mars 2022.

Lilla Lidingöbron byggs norr om Gamla Lidingöbron som kommer vara i drift till den nya färdigställts. Nya bron bli drygt 750 meter lång med 16 bropelare och 15 spann. Bredden är drygt 16 meter (yttermått), därav utgör 8 meter trafikområdet för Lidingöbanan med dubbelspår och 7,4 meter för gående och cyklister. Lilla Lidingöbron får en segelfri höjd på mellan 5,5 meter (Stockholmssidan) och 7 meter (Lidingösidan) och är inte öppningsbar. Högre fartyg får ta omvägen över Askrikefjärden. Den gamla hade en öppningsbar klaff på Stockholmssidan. Bron konstruerades som en spännarmerad betongbro med grundläggning för brostöden i vatten. Grundläggningen av brostöden blev en utmaning. Medelvattendjupet i Värtan är här omkring 20 meter och sedan är det ytterligare 20 meter ner till fast berg. Det krävdes pålning med totalt 198 stålpålar vilka har en diameter på 800 millimeter.
Bron byggs på totalentreprenad av schweiziska byggföretaget Implenia som vann anbudstävlingen. Totalkostnad är 727 miljoner kronor och brons livslängd förväntas vara 120 år. Byggtiden är hösten 2018 till slutet av 2022. Därefter revs Gamla Lidingöbron.